# Baron Barnby

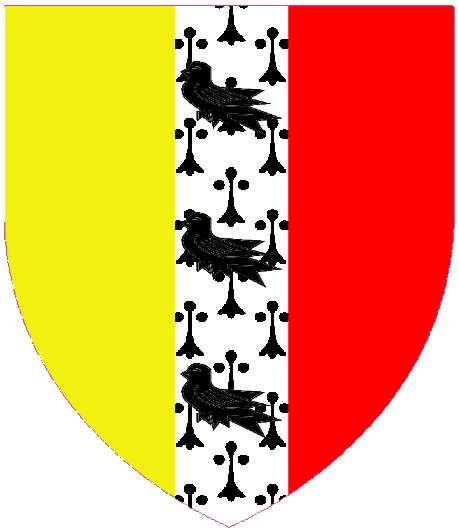
Wappen der Barone Barnby

Baron Barnby, of Blyth in the County of Nottingham, war ein erblicher britischer Adelstitel in der Peerage of the United Kingdom.
Familiensitz der Barone war Blyth Hall in Nottinghamshire.
Der Titel wurde am 26. Januar 1922 für den englischen Wollhändler Francis Willey, geschaffen. Er hatte sich und seine Firma während des Ersten Weltkriegs in den Dienst der Kriegswirtschaft gestellt. Der Titel erlosch beim kinderlosen Tod seines einzigen Sohnes, des 2. Barons, am 30. April 1982.

## Liste der Barone Barnby (1922)
- Francis Willey, 1. Baron Barnby (1841–1929)
- Francis Willey, 2. Baron Barnby (1884–1982)